# Distrikt Ibanda
Ibanda ist ein Distrikt in Westuganda. Die Hauptstadt des Distrikts ist Ibanda.

## Lage
Der Distrikt Ibanda grenzt im Westen und Norden an den Distrikt Kamwenge, im Osten an den Distrikt Kiruhura, im Süden an den Distrikt Mbarara und Buhweju sowie im Südwesten an den Distrikt Rubirizi.

## Geschichte
Der Distrikt Ibanda wurde am 1. Juli 2005 gegründet, indem das County Ibanda, der früher zum Distrikt Mbarara gehörte, zum vollen Distriktstatus erhoben wurde.

## Demografie
Die Bevölkerungszahl wird für 2020 auf 277.300 geschätzt. Davon lebten im selben Jahr 56,4 Prozent in städtischen Regionen und 43,6 Prozent in ländlichen Regionen.
| Zensusjahr | Einwohnerzahl |
| ---------- | ------------- |
| 1991       | 148.029       |
| 2002       | 198.635       |
| 2014       | 249.625       |

## Wirtschaft
Die lokale Wirtschaft wird von der Landwirtschaft dominiert.